# Diversidad sexual en Siria
Las personas LGBTI en Siria se enfrentan a ciertos desafíos legales y sociales no experimentados por otros residentes. El actual contexto de guerra civil dificulta aún más la vida de las personas no-heterosexuales.

## Aspectos legales
Siria formó parte del Imperio Otomano hasta su partición tras la I Guerra Mundial. Existen numerosos testimonios homoeróticos de todo este período que indican que, aunque reprobada por las autoridades religiosas, la homosexualidad era una práctica común entre las élites políticas en el ámbito privado. En 1858, durante las reformas del Tanzimat, se aprobó el primer Código Penal, descriminalizando la homosexualidad en todo el territorio otomano.
Sin embargo, el mandato francés de Siria llevó de nuevo la penalización de la homosexualidad. De esta manera se dio una marcha atrás en los derechos lgtbi+ a causa del colonialismo francés y su código penal.
Tras la disolución del Imperio otomano y el Mandato Francés de Siria y Líbano, Siria consiguió su independencia en 1946 pero mantuvo en gran parte el Código Penal francés, cuyo artículo 520 penaliza cualquier acto sexual contra natura con hasta 3 años de prisión.
En 2004 un clérigo permitió por primera vez el cambio de sexo de una mujer transexual.

## Condiciones sociales
Las personas LGBTI en Siria suelen mantener su condición oculta por miedo al rechazo social y a posibles represalias, por lo que los casos de castigo penal eran raramente aplicados. Sin embargo, desde el inicio de la guerra la situación ha empeorado gravemente para las personas homosexuales, especialmente para aquellas que viven en las zonas controladas por el Estado Islámico, donde ejecutan a aquellas personas acusadas de sodomía o desviación sexual. Por ello, muchas personas LGBTI han abandonado Siria para establecerse en las relativamente más tolerantes Turquía o Líbano, con el fin último de llegar a Europa.
En 2013 se fundó Mawaleh (موالح en árabe), la primera revista LGBTI siria, aunque actualmente permanece gestionada desde Berlín.
En julio de 2017, en el contexto de la guerra civil, las Fuerzas Guerrilleras Internacionales y Revolucionarias del Pueblo, una guerrilla anarquista autogestionada y horizontal combatiente en Rojava, anunciaron desde la ciudad de Al Raqa la formación del Ejército de Insurrección y Liberación Queer (TQILA) junto a un comunicado en el que explicaban los propósitos de su formación en la que se destaca la respuesta a la persecución sistemática de homosexuales por parte del Daesh como una de las motivaciones principales del grupo.

## En el cine
- Mr. Gay Syria (2017), documental de la directora turca Ayşe Toprak sobre refugiados gais sirios en Estambul.[18]